# Dejtár vasútállomás
Dejtár vasútállomás egy Nógrád vármegyei vasútállomás Dejtár községben, a MÁV üzemeltetésében. A község központjától mintegy 3 kilométerre helyezkedik el, Lókos településrészen. Közúti megközelítését a 2201-es út, illetve az annak a 10. kilométere közelében kiágazó 22 303-as számú mellékút biztosítja.

## Vasútvonalak
Az állomást az alábbi vasútvonalak érintik:
- Vác–Balassagyarmat-vasútvonal

## Kapcsolódó állomások
A vasútállomáshoz az alábbi állomások vannak a legközelebb:
- Ipolyvece megállóhely (Vác–Balassagyarmat-vasútvonal)
- Ipolyszög megállóhely (Vác–Balassagyarmat-vasútvonal)

## Forgalom
| Járat | Útvonal | Gyakoriság                                      |
| ----- | --- | ----------------------------------------------- |
| S750  | Vác – Kisvác – Fenyveshegy – Magyarkút-Verőce – Magyarkút – Szokolya – Berkenye – Nógrád – Diósjenő – Borsosberény – Nagyoroszi – Drégelyvár – Sáferkút – Drégely – Drégelypalánk – Ipolyvece – Dejtár – Ipolyszög – Balassagyarmat | Napi 7 pár                                      |
| S750  | Drégelypalánk → Ipolyvece → Dejtár → Ipolyszög → Balassagyarmat | Munkanapokon és szombaton 1 Balassagyarmat felé |